# Гроппер, Йоханнес
Йоханнес Гроппер (нем. Johannes Gropper; 24 февраля 1503, Зост, Вестфалия — 13 марта 1559, Рим) — немецкий кардинал, богослов, гуманист, который возглавлял лагерь противников Реформации на территории Кёльнского курфюршества.

## Биография
Учился в Кёльнском университете, по окончании которого получил степень доктора философии в области гражданского права 7 ноября 1525 года. В 1530 году сопровождал кёльнского архиепископа Германа V фон Вида (1477—1552) в качестве помощника-советника  на Аугсбургский рейхстаг, где познакомился с Филиппом Меланхтоном. После сейма посвятил себя детальному изучению богословских вопросов, самостоятельно штудируя труды отцов церкви без помощи каких-либо наставников. В 1533 году он стал схоластиком в Ксантене, а в 1543 году деканом. Переписывался с Канизием.
В качестве последователя Эразма Роттердамского на первых порах он поддерживал гуманистические реформы кёльнского архиепископа, но перешёл в лагерь его оппонентов, когда прелат вознамерился порвать все отношения с Римом. В своём «Руководстве» («Энхиридион») Гроппер пытается оправдать свои идеи о необходимости некоторого реформирования церкви, но его теория о церкви и деятельности священников в целом, семи таинствах, порядке церковной иерархии и примате папы полностью согласуется с католической доктриной.
Гроппер стал врагом Мартина Буцера (1491—1551), когда Герман фон Вид в декабре 1542 года, планируя начать претворение своих реформ в жизнь, пригласил того и других евангелистов проводить служение в соборе Бонна. Он вступил с Буцером в активную полемику и интенсивно боролся против реформ. Гроппер вступил в контакт по сложившейся ситуации с папой Павлом III, вследствие чего 2 января 1546 года папа приостановил служение Германа фон Вида, который был отлучён от церкви 16 апреля 1546 года, а 3 июля был изгнан из Кёльна.
Адольф фон Шаумбург (1511—1566), занявший пост архиепископа, назначил Гроппера пробстом в Бонне. Опираясь на иезуитов, приглашённых в Кёльн, Гроппер пытался вернуть курфюршество в лоно католической церкви. Герман фон Вид, однако, 26 января 1547 года пришёл к власти в Падерборне, а 25 февраля того же года вернул себе кафедру. Папа Павел IV, желая укрепить позиции Гроппера в Прирейнье, на консистории 20 декабря 1555 года предоставил ему кардинальскую шапку, от которой тот долго отказывался. Остаток жизни провёл в Риме под подозрением инквизиции, умер в бедности. Его «Энхиридон» был включён в индекс запрещённых книг.

## Память
- Декоративная фигура Йоханнеса Гроппера установлена на фасаде (второй этаж) башни Кёльнской ратуши.